# 霍華鴨
候活鴨（英語：Howard the Duck）是出現在漫威漫畫中的虛構角色。由史蒂夫·格柏及畫家瓦爾·馬耶里克所創作，首次出現於《Adventure into Fear》#19（1973年12月）。形象类似于迪士尼的唐老鸭。

## 技能
候活鴨沒有特別的超能能力，但卻是位武術大師，精通一種稱為「Quack-Fu」的武術，足夠擊敗比自己強大的對手。牠有著一套自己的動力裝甲名為「Iron Duck」。在裝甲的腳下裝有彈簧，手臂裝有探照燈和火焰噴射器。

## 其他媒體

### 電影
- 《天將神兵》（1986年）
- 漫威電影宇宙：以CGI角色登場，由塞思·格林配音。
  - 《星際異攻隊》（2014年）
  - 《星際異攻隊2》（2017年）
  - 《復仇者聯盟：終局之戰》（2019年）
  - 《星際異攻隊3》（2023年）

### 劇集
- 漫威電影宇宙：由塞思·格林回歸聲演霍華鴨。
  - 《無限可能：假如…？》（2021-2023年）[1][2]：動畫劇集，配音演出。

### 遊戲
- 《霍華鴨（英语：Howard the Duck (video game)）》

## 外部連結
- The Appendix to the Handbook of the Marvel Universe: Howard the Duck （页面存档备份，存于）（英文）